# Trump World Tower
La Trump World Tower és un gratacel residencial situat al 845 United Nations Plaza sobre la Primera Avinguda, entre el carrer 47 i el 48, a Manhattan, New York. La construcció va començar el 1999 i va acabar el 2001. Mesura 262 metres i compta 72 pisos. Construïda abans de la 21st Century Tower de Dubai, de 269 metres i de la Tower Palace Three a Seül el 2004, la Trump World Tower va ser l'immoble residencial de més alçària del món durant vora dos anys. Va costar a més a més tres-cents milions de dòlars.
L'obra va ser finançada pel multimilionari americà de la immobiliària, Donald Trump, que ha donat el seu nom a nombrosos edificis de la ciutat de New York, entre els quals la Trump Tower, i el 40 Wall Street, també conegut sota el nom de Trump Building. El seu arquitecte és Costas Kondylis.
Nombroses persones s'oposaven a la construcció d'aquest edifici, degut al seu aspecte massís i del seu color negre, però sobretot per la proximitat amb la seu de les Nacions Unides, que superaria àmpliament en talla. Tanmateix, la Trump World Tower ha aconseguit integrar-se a la Skyline del nord de Manhattan, per la proximitat amb diversos edificis cèlebres, com el Chrysler Building, on el MetLife Building, visibles des de l'East River, i des de Queens o Brooklyn.
L'edifici va ser construït en betó, el que ofereix una bona resistència al vent, i les amples obertures envidriades de l'immoble permeten vistes impressionants sobre Midtown d'una part, i sobre Brooklyn i Queens per l'altra banda. Aquesta situació excepcional explica els preus espaterrants dels pisos de la torre, que són venuts a un milió de dòlars com a mínim, costant un estudi de mitjana 585000 $, i el pis més car 13500000 $. Al cim de l'immoble (sobre els tres pisos més elevats) s'hi troba un pis gegantí, del que la superfície fa 1 858m². Ha costat 58 milions de dòlars. Com no es venia, va ser dividit en tres pisos més petits, que no van trigar a ser comprats per novaiorquesos afortunats. Els preus dels lloguers per propietaris privats s'esglaonen entre 2200 i 3300 de dòlars per un estudi, i s'eleven a més de 3200 $ per un pis amb una cambra de 51m² a83m².